# Wartkowice (gemeente)
De gemeente Wartkowice is een landgemeente in het Poolse woiwodschap Łódź, in powiat Poddębicki.
De zetel van de gemeente is in Wartkowice.
Op 30 juni 2004 telde de gemeente 6435 inwoners.

## Oppervlakte gegevens
In 2002 bedroeg de totale oppervlakte van gemeente Wartkowice 141,8 km², waarvan:
- agrarisch gebied: 81%
- bossen: 10%

De gemeente beslaat 16,1% van de totale oppervlakte van de powiat.

## Demografie
Stand op 30 juni 2004:
| Omschrijving                   | Totaal | Totaal | Vrouwen | Vrouwen | Mannen | Mannen |
| ------------------------------ | ------ | ------ | ------- | ------- | ------ | ------ |
| eenheid                        | aantal | %      | aantal  | %       | aantal | %      |
| inwoners                       | 6435   | 100    | 3265    | 50,7    | 3170   | 49,3   |
| bevolkingsdichtheid (inw./km²) | 45,4   | 45,4   | 23      | 23      | 22,4   | 22,4   |

In 2002 bedroeg het gemiddelde inkomen per inwoner 1315,37 zł.

## Administratieve plaatsen (sołectwo)
Biała Góra, Biernacice, Bronów, Bronówek, Chodów, Drwalew, Dzierżawy, Grabiszew, Kiki, Kłódno, Konopnica, Krzepocinek, Łążki, Mrówna, Ner, Nowa Wieś, Nowy Gostków, Orzeszków-Starzyny, Parądzice, Pauzew-Borek, Pełczyska, Plewnik, Polesie, Powodów Trzeci, Saków, Sędów, Spędoszyn, Spędoszyn-Kolonia, Stary Gostków, Sucha, Światonia, Truskawiec, Tur, Ujazd, Wartkowice, Wierzbowa, Wola-Dąbrowa, Wólka, Wólki, Zalesie, Zelgoszcz.

## Overige plaatsen
Brudnówek, Jadwisin, Lewiny, Nasale, Powodów Pierwszy, Powodów Drugi, Starzyny, Wierzbówka, Wilkowice, Wola Niedźwiedzia, Zawada

## Aangrenzende gemeenten
Dalików, Łęczyca, Parzęczew, Poddębice, Świnice Warckie, Uniejów